# Serrote (revista)
Serrote é uma revista quadrimestral publicada pelo Instituto Moreira Salles (IMS), dedicada a ensaios, artes visuais, literatura e cultura.
Iniciou sua publicação em 2009. 
A revista Serrote é indexada pela Rede Virtual de Bibliotecas - Congresso Nacional (RVBI).